# 李宁 (测井专家)
李宁（1958年7月—），中国测井专家，中国石油勘探开发研究院测井与遥感技术研究所副所长，中国工程院院士。